# Вискал, Эрик
Эрик Вискал (нидерл. Eric Viscaal; род. 20 марта 1968, Эйндховен, Северный Брабант) — нидерландский футболист, нападающий. Большую часть своей карьеры провёл в Бельгии («Беверен», «Льерс», «Гент», «Мехелен», «Дилбек Спорт»). Был признан лучшим молодым футболистом года в Бельгии сезона 1988/89.

## Статистика

### Матчи Вискала за сборную Нидерландов
| Матчи Вискала за сборную Нидерландов | Матчи Вискала за сборную Нидерландов | Матчи Вискала за сборную Нидерландов | Матчи Вискала за сборную Нидерландов | Матчи Вискала за сборную Нидерландов | Матчи Вискала за сборную Нидерландов |
| ------------------------------------ | ------------------------------------ | ------------------------------------ | ------------------------------------ | ------------------------------------ | ------------------------------------ |
| №                                    | Дата                                 | Соперник                             | Счёт                                 | Голы Вискала                         | Соревнование                         |
| 1                                    | 12 февраля 1992                      | Португалия                           | 0:2                                  | —                                    | Товарищеский матч                    |
| 2                                    | 5 июня 1992                          | Франция                              | 1:1                                  | —                                    | Товарищеский матч                    |
| 3                                    | 15 июня 1992                         | СНГ                                  | 0:0                                  | —                                    | Чемпионат Европы 1992                |
| 4                                    | 9 сентября 1992                      | Италия                               | 2:3                                  | —                                    | Товарищеский матч                    |
| 5                                    | 16 декабря 1992                      | Турция                               | 3:1                                  | —                                    | Чемпионат мира 1994 (отбор)          |

Итого: 5 матчей / 0 голов; 1 победа, 2 ничьи, 2 поражения.

## Достижения
ПСВ
- Чемпион Нидерландов: 1986/1987, 1987/1988
- Обладатель Кубка европейских чемпионов:1987-1988

Грассхоппер
- Чемпион Швейцарии: 1995/1996

Личные
- Лучший молодой футболист года в Бельгии: 1988/89